# O-12
La O-12 est une autoroute urbaine qui permet d'accéder à Oviedo depuis l'A-66 et A-63 en venant du sud (Léon…).
Elle bifurque avec l'A-66 et A-63 pour se connecter à la N-630 qui contourne le centre ville par l'est.

## Tracé
- Elle débute au sud d'Oviedo où elle bifurque avec l'A-66 et A-63.
- Elle se connecte ensuite par un giratoire à la route nationale N-630 qui traverse le centre ville du nord au sud.

## Sorties
| Sorties | Villes                                       |           |
| ------- | -------------------------------------------- | --------- |
|         | Grado - La Corogne Leon - Benavente - Madrid | A-63 A-66 |
|         | Oviedo Centre - Ronda de Oviedo              |           |